# Świniotop
Świniotop – wieś w Polsce położona w województwie mazowieckim, w powiecie wyszkowskim, w gminie Wyszków. Ma status sołectwa. Leży około 3 kilometry na południowy wschód od Kamieńczyka, nad rzeką Liwiec, otoczona przez Puszczą Kamieniecką, tuż przy Nadbużańskim Parku Krajobrazowym. Utwardzona droga jest między Świniotopem a Kamieńczykiem. Na trasie Świniotop-Loretto kawałek drogi był nie utwardzony – asfalt położono w 2006 r. 
| SIMC    | Nazwa        | Rodzaj      |
| ------- | ------------ | ----------- |
| 0523347 | Brzeźniaki   | kolonia     |
| 0523353 | Kokoszczyzna | osada leśna |

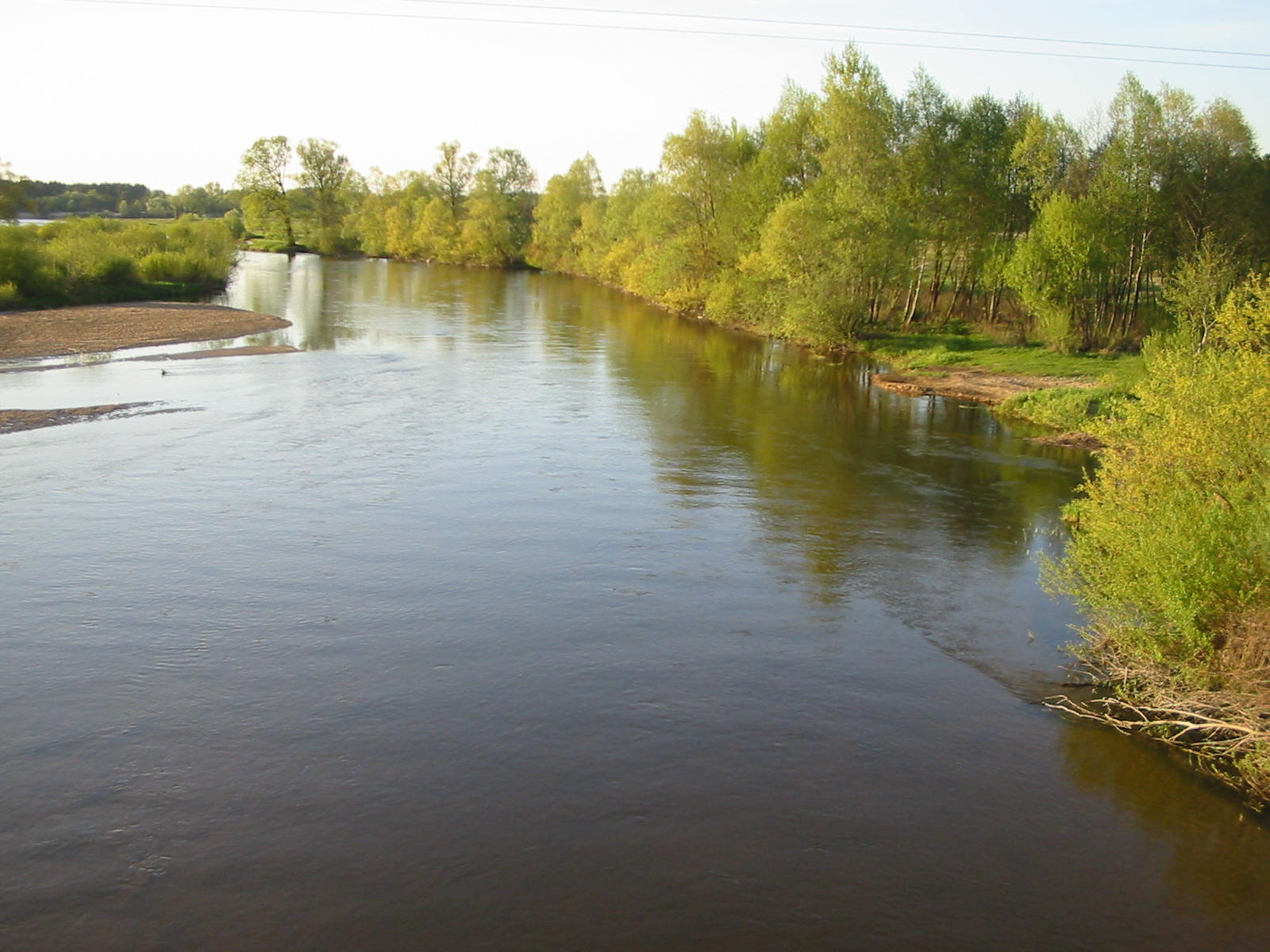
Liwiec w okolicy Świniotopu

Prywatna wieś szlachecka położona była w drugiej połowie XVI wieku w powiecie kamienieckim ziemi nurskiej województwa mazowieckiego. W latach 1975–1998 miejscowość administracyjnie należała do województwa ostrołęckiego.
Wieś służy głównie jako miejscowość wypoczynkowa, rzadko występują uprawy zbóż i ziemniaków.
Wierni Kościoła rzymskokatolickiego należą do parafii Wniebowzięcia NMP w Kamieńczyku nad Bugiem.